# Jean Schiavo
Jean Schiavo, né en 1944, est un chef d'entreprise et militant politique d'extrême-gauche français du XXe siècle.

## Biographie
Jean Schiavo est né sur un campus d'Afrique occidentale, au Sénégal, où ses parents animaient une école normale. En 1967, alors qu'on lui propose des postes de directeur commercial et qu'il vient de terminer HEC, il abandonne sa femme et son travail pour devenir « établi » : part s'établir dans l'Aude, ouvrier agricole, chez des viticulteurs. Puis il travaille aux usines Perrier. Militant de base, très actif au sein des comités Vietnam, il est très actif aussi durant mai 1968 à Lille, mais fait des incursions à Nanterre puis à l'usine Renault de Flins. Puis il est cofondateur de la GP et créé un groupe de 4 ou 5 personnes dans le Nord, parmi lesquelles Bernard Liscia établi aux chantiers navals à Dunkerque.
Le 16 février, il participe au jet de trois engins incendiaires, dont l'un détruit une partie du mobilier dans une salle de réunion vide, au milieu de la nuit, au siège de la direction des Houillères du Nord à Hénin-Liétard, les agresseurs ayant vérifié au préalable que cette partie du site serait vide. Cette attaque veut réagir à un accident minier survenu 12 jours plus tôt, le 4 février 1970, à Fouquières-lès-Lens sous la forme de coup de grisou à l'issue duquel 16 mineurs sont tués. Seuls deux des engins incendaires entrent dans le bâtiment, pour des dégâts limités au mobilier.
Deux des chômeurs qui ont participé à l'attaque sont ensuite incarcérés pour une affaire de vol dans une bijouterie. L'un d'eux est un indicateur et va dénoncer Jean Schiavo et d'autres pour la participation à l'assaut nocturne contre le bâtiment. Le 14 décembre 1970 à Paris, la Cour de sûreté de l’État juge les inculpés de l’affaire d’Hénin-Liétard, soit Jean Schiavo, Bernard Victorri, Dominique Lacaze, Dominique Le Tocard, Pierrette Joyaud. Ils sont finalement acquittés, sauf Bernard Liscia, un des dirigeants de la GP, en fuite, qui est condamné à 5 ans de prison. Deux jours plus tôt s'est tenu le Tribunal populaire de Lens en 1970, organisé devant 500 personnes réunies dans une grande salle de la Mairie de Lens en décembre 1970, un Tribunal d'opinion qui entendait protester contre les négligences et choix industriels à l'origine du coup de grisou, avec dans le rôle de procureur général l'écrivain Jean-Paul Sartre.
Avec Bruno Liscia et Bernard Victorri, il est actionnaire de la même société informatique en 1987. Il est directeur d'une entreprise télématique  en 1994 mais sa nomination à la tête de Nîmes-Technopole ne se concrétise pas. Il est ensuite directeur marketing d'une filiale de Wanadoo.